# Ligularia thyrsoidea
Ligularia thyrsoidea là một loài thực vật có hoa trong họ Cúc. Loài này được (Ledeb.) DC. mô tả khoa học đầu tiên năm 1838.